# شارلوت غريغ
شارلوت غريغ (بالإنجليزية: Charlotte Gregg)‏ هي ممثلة أسترالية، ولدت في 1978.

## وصلات خارجية
- شارلوت غريغ على موقع IMDb (الإنجليزية)
- شارلوت غريغ على موقع قاعدة بيانات الفيلم (الإنجليزية)